# Vlag van Päijät-Häme

Vlag van Päijät-Häme

De vlag van Päijät-Häme bestaat uit een blauw veld met een gele zeemeermin en in de rechterbovenhoek een gele koekoek. De vlag is gebaseerd op het wapen dat op 1 juni 1998 werd goedgekeurd door de regionale raad van Päijät-Häme en werd ingehuldigd tijdens de spijkerceremonie op het regionale feest Vellamo op 3 december 1998 in Lahti.
De vlag is gebaseerd op de verworpen voorstellen van Johan Jacob Ahrenberg voor het wapen van Lahti in 1904 en 1912, waarop een watermeisje met een kroon stond afgebeeld. Vellamo wordt beschouwd als een verwijzing naar de meren en Eskers van het landschap, en dat de hand als een verwijzing naar de Karelische bevolking van het gebied.